# Vincent Ward
Vincent Ward (Greytown, 16 febbraio 1956) è un regista, attore, sceneggiatore e produttore cinematografico, oltre che pittore e artista visivo neozelandese.

## Tra i suoi lavori
È il regista di film di successo quali Al di là dei sogni con Robin Williams del 1998, ha scritto il soggetto di Alien³ del 1992 ed è il produttore esecutivo de L'ultimo samurai con Tom Cruise del 2003. Ha ricevuto molti apprezzamenti dalla critica per la regia del film Avik e Albertine del 1993. Le sue opere si distinguono per l'accurato lavoro visivo e iconografico, derivatogli dalla sua passione per la pittura. Il Boston Globe lo ha definito "uno dei grandi produttori di immagini filmiche", mentre Roger Ebert lo ha salutato come "un vero visionario".

## Filmografia

### Regista
- A State of Siege (1978)
- In Spring One Plants Alone (1980)
- Vigil (1984)

- Navigator - Un'odissea nel tempo (The Navigator: A Mediaeval Odyssey) (1988)
- Avik e Albertine (Map of the Human Heart) (1993)
- Al di là dei sogni (What Dreams May Come) (1998)
- River Queen (2005)
- Rain of the Children (2008)